# マン島の黄金
『マン島の黄金』（まんとうのおうごん、英題：Manx Gold）は、1997年に刊行されたアガサ・クリスティの短編集、および収録されている短編のタイトル。全12編からなる。
本書は、新聞や懸賞小説など、クリスティの生前には収録されなかった作品を集めた拾遺集である。また、早川書房の短編集に限っても「バグダッド大櫃の謎」は『黄色いアイリス』に収録済みだったが、再録にあたって改訳された。巻頭に編纂者トニー・メダウォーの「まえがき」がつけられている。
イギリス版（While the Light Lasts and Other Stories, 1997年）には「夢の家」から「光が消えぬかぎり」までの9編が収録されている。各話に初出掲載誌等を解説した「あとがき」が、表題作「マン島の黄金」にはそれに加えて「まえがき」がつく。
アメリカ版（The Harlequin Tea Set, 1997年）は「バグダッド大櫃の謎」「クリスマスの冒険」が「スペイン櫃の秘密」「クィン氏のティー・セット」に差し替えられ、配列も違う。
早川書房から出版された単行本（Hayakawa Novels）『マン島の黄金 -クリスティー最後の贈り物-』（ISBN 978-4152081841） やハヤカワ・ミステリ文庫版 （ISBN 978-4150700898） はイギリス版の内容に「クィン氏のティー・セット」を加えたもの。文庫版の巻末の解説は作家の若竹七海「クリスティーの安らぎの罠」。
クリスティー文庫版 （ISBN 978-4151300646）にはさらに1971年の短編集"The Golden Ball and Other Stories"より「白木蓮の花」「愛犬の死」の2編が追加されている。巻末の解説は作家の藤村いずみの「クリスティー女王に感謝！」。

## 収録作品
- 夢の家 - The House of Dream （中村妙子=訳）1926年1月「サヴリン･マガジン」に掲載。第一次世界大戦前に執筆した"The House of Beauty"に加筆修正したもの。
- 名演技 - The Actress - （中村妙子=訳）1923年5月「ノヴェル･マガジン」に掲載、掲載時の題名は"A Trap for the Unwary"。
- 崖っぷち - The Edge -  （中村妙子=訳）1927年2月「ピアスンズ･マガジン」に掲載。「アガサ・クリスティー生誕百年記念ブック」に再録。[2]
- クリスマスの冒険 - Christmas Adventure - （深町眞理子=訳）1923年12月12日「スケッチ」に掲載。1943年の短編集"Problem at Pollensa Bay and The Christmas Adventure"や1946年"Poirot Knows the Murderer"に収録される。エルキュール・ポアロ物。中篇「クリスマス・プディングの冒険」の元となる作品。
- 孤独な神さま - The Lonely God - （中村妙子=訳）1926年7月「ロイヤル･マガジン」に掲載。
- マン島の黄金 - Manx Gold -  （中村妙子=訳）1930年5月末「デイリー･デスパッチ」[3]に5回分載。マン島の観光客誘致のために企画された、宝探しの手がかりとなる作品。クリスティーが受け取った執筆の報酬は60ポンド。新聞掲載後、小冊子として25万部刷られマン島のゲストハウスやホテルに置かれた。
- 壁の中 - Within a Wall -  （中村妙子=訳）1925年10月「ロイヤル･マガジン」に掲載。
- バグダッド大櫃の謎 - The Mystery of the Baghdad Chest -  （中村妙子=訳）1932年1月「ストランド･マガジン」に掲載。エルキュール・ポアロ物。中篇「スペイン櫃の謎」の元となる作品。
- 光が消えぬかぎり - While the Light Lasts - （中村妙子=訳）1924年4月「ノヴェル･マガジン」に掲載。
- クィン氏のティー・セット - The Harlequin Tea Set - （小倉多加志=訳）[4]ハーリ・クィンが登場する最後の作品。
- 白木蓮の花 - Magnolia Blossom - （中村妙子=訳）[5]1925年「ロイヤル･マガジン」に掲載。
- 愛犬の死 - Next to a Dog - （中村妙子=訳）

## 映像化
『アガサ・クリスティー・アワー』（原題：The Agatha Christie Hour）は、アガサ・クリスティーのミステリー短編を原作とし1982年に放送されたイギリスの1時間テレビドラマのミニシリーズ。製作はテムズ・テレビ（Thames Television International）。シリーズは、1982年9月7日から11月16日まで全10話が放送された。そのうち1話は『マン島の黄金』収録作よりとられている。
- 第6話「マグノリアの香り（Magnolia blossom）」（英国）1982年10月12日放映 監督=ジョン・フランカウ